# Eumerus japonicus
Eumerus japonicus är en tvåvingeart som beskrevs av Matsumura 1916. Eumerus japonicus ingår i släktet månblomflugor, och familjen blomflugor. Inga underarter finns listade i Catalogue of Life.